# Европейски ягуар
Европейският ягуар (Panthera (onca) gombaszoegensis) е праисторическа котка живяла преди около 1,5 милиона години. за първи път фосили от този вид били открити в италианското градче Оливола поради което бил наречен „тоскански лъв“. По-късно кости от европейски ягуар са открити и в Англия, Германия, Испания, Франция и Холандия. Някои учени приемат, че става въпрос за подвид на съвременния ягуар – Panthera onca.
Европейският ягуар е сравнително по-голям от южноамериканския си братовчед и вероятно се е хранел със сравнително по-едра плячка. Мъжките достигали на тегло от 120 до 160 кг, съгласно някои източници (Хелмут Хемер (Helmut Hemmer)) най-големите екземпляри са достигали до 210 кг. Дължината им е била от 1,4 до 2 м. Фосили датирани от ранен плейстоцен на вид близък до Panthera gombaszoegensis са открити и в Източна Африка. Изчезналото животно е притежавало едновременно белези характерни за днешните лъвове и тигри.
Европейският ягуар вероятно е бил животно единак. Предполага се, че подобно на южноамериканския е обитавал гори, но нови изследвания показват, че това не е задължително.